# Top of the World (film)
Top of the World è un film del 1997, diretto da Sidney J. Furie, con Dennis Hopper e Tia Carrere.

## Trama
Ray Mercer, un ex poliziotto che è appena stato rilasciato dal carcere in libertà vigilata, viene condotto a Las Vegas dalla moglie Rebecca, che intende divorziare. Nonostante la legge glielo vieti, Ray entra al Cowboy Country Casino, dove lavora la moglie. Qui Ray vince inaspettatamente un grosso jackpot alle slot machines, ma proprio in quel momento una banda di rapinatori assale il casinò. La polizia crede che la grossa vincita di Ray sia stata un diversivo, così lui e la moglie diventano i principali sospettati. I due si trovano allora costretti a cercare di fuggire dal casinò circondato, tentando al contempo di dimostrare la loro innocenza. Questa situazione permette però a Ray e Rebecca di riavvicinarsi. I due scoprono anche che la rapina era stata organizzata dal losco proprietario del casinò Charles Atlas e dal suo assistente.